# 아크리주의 음모

아크리 주의 위치

아크리주의 음모는 브라질 아크리주를 둘러싼 풍자성 음모론을 말한다. 이 음모론은 아크리주가 존재하지 않는다거나 공룡이 살고 있다고 주장한다.
아크리주 정부는 주 정부 사이트에 다음과 같은 소식을 전하면서 이 음모론을 인식하고 있었다. “[...] 일부 사람들은 아크리주가 존재하지 않는다는 말을 고집합니다. 거기에 저는 답합니다. 어떻게 존재하지 않습니까?” 2020년 1월, 아크리주 관광청의 인스타그램 계정은 아크리주 입구에 공룡을 조각하자는 제안의 설문조사를 공개하였다. 조르나우 나시오나우에서 데뷔한 아이리스 호샤는 브라질 북부 지방 네트워크 헤지 아마조니카에서 아크리주가 존재한다는 것을 증명하였으며, 이것이 밈을 만들게 되었다. 2018년 4월, 아크리주의 공룡 밈에 대한 답으로 영화 리포터 모이세스 상투스가 2미터 크기의 공룡을 만들면서 “DinoAcre”뉴스의 화젯거리가 되었다. “아크리의 전설”을 기반으로 한 This Is America의 패러디 “This Is Acre” 또한 유명해졌다.

## 같이 보기
- 빌레펠트의 음모

## 관련 보도
- “O Acre não existe? Nas desnotícias, não.”. 《Linguagem em (Dis)curso (SciELO)》. doi:10.1590/1982-4017-160304-1216. ISSN 1982-4017. 2020년 12월 29일에 확인함.